# 陈纯
陈纯（1955年12月11日—），男，浙江象山人，中国计算机科学家，教授、博士生导师，曾任浙江大学计算机学院系副主任、系主任和学院常务副院长。现任浙江大学软件学院院长，计算机软件研究所所长，兼任浙江省计算机学会理事长。
他长期从事计算机图形图象处理、计算机视觉、CAD/CAM、CSCW、人工智能、移动数据库、嵌入式系统等领域的教学科研工作，已发表160多篇学术论文，其中SCI/EI收录的有80多篇，出版4部专著。

## 生平
1982年本科毕业于厦门大学数学系，之后取得浙江大学计算机应用硕士和博士学位。
2015年12月当选中国工程院信息与电子工程学部院士。

## 社会兼职
- 国务院学位委员会学科评议组成员
- 国家列车智能化工程技术研究中心主任

## 奖项和荣誉
- “跨世纪优秀人才培养计划”首批入选专家
- 浙江省首批特级专家
- 2012年度全国五一劳动奖章获得者
- 第三届中国青年科技奖
- 获得51项授权发明专利